# Gus Williams (Basketballspieler)
Gus Williams (* 10. Oktober 1953 in Mount Vernon, New York; † 15. Januar 2025) war ein US-amerikanischer Basketballspieler. Zwischen 1975 und 1987 war er in der National Basketball Association (NBA) aktiv.

## Karriere
Williams, dessen ein Jahr jüngerer Bruder Ray Williams ebenfalls in der NBA aktiv war, spielte von 1971 bis 1975 für die University of Southern California. Zum Ende seiner Collegekarriere war er der Spieler mit den meisten Assists und den drittmeisten Punkten in der Geschichte der USC Trojans. Anschließend wurde er in der NBA-Draft 1975 in der zweiten Runde von den Golden State Warriors ausgewählt. Williams erreichte mit den Warriors zweimal die Western Conference Semifinals und wurde nach seiner ersten NBA-Saison ins All-Rookie First Team gewählt. 1977 wechselte er zu den Seattle SuperSonics, bei denen er seine erfolgreichsten Karrierejahre verbringen sollte. Zusammen mit Dennis Johnson bildete er drei Jahre lang eines der besten Guard-Duos der Liga. Nachdem sie 1978 die Finalserie der NBA erreicht hatten, gewannen die Sonics 1979 ihre erste und einzige Meisterschaft. In der Finalserie gegen die Washington Bullets erzielte Williams die meisten Punkte seiner Mannschaft, dennoch wurde Johnson mit dem NBA Finals MVP Award ausgezeichnet.
Nach einer weiteren erfolgreichen Saison, in der Williams nicht nur in die Western Conference Finals einzog, sondern auch ins All-NBA Second Team gewählt wurde, führten Vertragsstreitigkeiten zwischen den Sonics und Williams dazu, dass dieser die komplette Spielzeit 1980/81 über nicht zum Einsatz kam. Da zudem Johnson die Sonics verlassen hatte und dessen Ersatz Paul Westphal verletzungsbedingt lange ausfiel, verpasste Seattle die Play-offs. Diese erreichte Williams mit den Sonics in den folgenden drei Jahren jeweils wieder. Er zählte weiterhin zu den Führungsspielern seiner Mannschaft und erhielt neben zwei Nominierungen für das NBA All-Star Game auch die Wahl ins All-NBA First Team 1982. An die vorherigen Erfolge konnte Seattle allerdings nicht mehr ganz anknüpfen.
1984 folgte schließlich ein Wechsel zu den Washington Bullets, für die er zwei Jahre lang aktiv war. Nachdem er zunächst keine neue Mannschaft gefunden hatte, war Williams 1987 noch für eine halbe Saison als Ersatzspieler von Doc Rivers bei den Atlanta Hawks aktiv, bevor er schließlich seine Karriere beendete.
Anschließend trat er nur noch selten öffentlich auf. 2004 wurde Williams’ Rückennummer 1 von den Seattle SuperSonics zurückgezogen, die auch von deren Nachfolgeorganisation, dem Oklahoma City Thunder, nicht mehr vergeben wird. Nachdem er 2020 einen Schlaganfall erlitten hatte, war er dauerhaft auf Pflege angewiesen.

## Spielweise
Williams war vor allem für seine Schnelligkeit bekannt. Zwar insgesamt kein herausragender Defensivspieler, gehörte er zu den besten „Balldieben“ der NBA und wurde etwa von als Jack Ramsay als „one-man fast-break“ bezeichnet.